# نواف السهلي
نواف سعد السهلي مواليد 5 مايو 2003 في السعودية، هو لاعب كرة قدم سعودي يلعب حالياً لنادي الرائد.